# Zeta Aimilianidou
Zeta Aimilianidou (in greco  Ζέτα Αιμιλιανίδου?, traslitterato anche Zeta Emilianidou; Nicosia, 2 settembre 1954 – Amarousio, 6 giugno 2022) è stata una politica e avvocata cipriota.

## Biografia
Zeta Aimilianidou nacque il 2 settembre del 1954 a Nicosia, allora Cipro britannica, e conseguì una laurea in giurisprudenza presso l'Università Aristotele di Salonicco.
Il 2 maggio del 2000 Zeta venne nominata vicedirettrice del dipartimento delle dogane e del registro dell'IVA mentre dal 15 agosto del 2001 al 14 marzo del 2010 direttrice. Inoltre partecipò ai negoziati per l'ingresso di Cipro nell'Unione europea nel 2004.
Nel 2010 Zeta Aimilianidou entrò a far parte del Ministero dell'Energia, del Commercio, dell'Industria e del Turismo, di cui diventò direttrice generale. Mantenne questa posizione fino al 2 aprile del 2013.

### Ministra
Il 2 aprile del 2013, venne annunciato che Zeta Aimilianidou sarebbe succeduta a Harris Georgiades come ministra del lavoro e della previdenza sociale. Entrando in carica, diventò la prima donna a servire nel gabinetto di Nikos Anastasiadīs. Dopo la rielezione di Anastasiadīs alle elezioni presidenziali del 2018, Zeta Aimilianidou venne nuovamente nominata ministra.

### Morte
Il 15 maggio del 2022, subì un aneurisma cerebrale e venne immediatamente trasferita ad Atene, in Grecia, dove fu sottoposta a intervento chirurgico. Morì ad Amarousio il 6 giugno dello stesso anno all'età di 67 anni. Vennero indetti tre giorni di lutto.